# Sustalı Ceylan
Sustalı Ceylan è un serial televisivo drammatico turco composto da 6 puntate, trasmesso su ATV dal 4 aprile al 9 maggio 2025, con protagonisti Sümeyye Aydoğan e Burak Yörük.

## Trama
Ceylan Bilgene è una giovane ragazza di ventidue anni che è stata costretta a sposarsi con Necmi, un uomo rozzo e disoccupato. La ragazza, che si ritrova ad affrontare le sfide che il destino le ha posto insieme al figlio Yusuf, decide di frequentare una scuola professionale per la salute, progettando di scappare dal marito una volta diplomata. Nel suo cammino incrocia Ferhat Kanturali, un mafioso coinvolto in un traffico di organi che rimane attratto da lei a prima vista, diventando poi suo alleato nella battaglia contro il marito Necmi.

## Puntate
| Stagione       | Puntate | Prima TV Turchia | Prima TV Italia |
| -------------- | ------- | ---------------- | --------------- |
| Prima stagione | 6       | 2025             | inedita         |

## Personaggi e interpreti
- Ceylan Bilgene, interpretata da Sümeyye Aydoğan.
- Ferhat Kanturali, interpretato da Burak Yörük.
- Bekri Vezirli / Atmaca, interpretato da Celil Nalçakan.
- Muteber Vezirli, interpretata da Melike Güner.
- Fahriye Güldem, interpretata da Evrim Doğan.
- Dilara Sergin, interpretata da Seda Türkmen.
- Necmi Bilgene, interpretato da Hasan Küçükçetin.
- Devrim Vezirli, interpretata da Melisa Berberoğlu.
- Selim, interpretato da Hakan Atalay.
- Cevahir, interpretato da Taha Bora Elkoca.
- Nur, interpretata da Dilara Sümbül.
- Sükran, interpretata da Hülya Aydın.
- Özgür Vezirli, interpretato da Doğukan Çevik.
- Cengizhan, interpretato da Soner Türker.
- Zafer, interpretato da Mustafa Gökhan Yılmaz.
- Arif, interpretato da Mehmet Akif Akdeniz.
- Yusuf Bilgene, interpretato da Doruk Miraç Günaydın.
- Veysi, interpretato da Cezmi Baskın.
- Gülsima, interpretato da Gül Onat.
- Selale, interpretata da Duygu Kum.
- Emin, interpretata da Murat Sahan.
- Adem, interpretata da Edip Saner.
- Responsabile della gioielleria, interpretato da Merve Sen.
- Aysel, interpretata da Seda Alpat.
- Dottore, interpretato da Birol Cürgül.
- Tunç, interpretato da Rızacan Durmuş.
- Mafioso degli organi, interpretato da Osman Findik.
- Figlia di Cengizhan, interpretato da Masal Ayşe Gençer.
- Sude, interpretata da Seyma Peçe.
- Barman, interpretato da Uğur Palancı.

## Produzione
La serie è diretta da Volkan Kocatürk, scritta da Merih Aslan e Sevgi Yılmaz e prodotta da Süreç Film.

### Riprese
Le riprese sono state effettuate a Istanbul, in particolare nei quartieri di Levent, Maslak e Sarıyer.